# كيريل فاسيليف
كيريل فاسيليف (بالبلغارية: Кирил Василев)‏ هو لاعب كرة قدم بلغاري، ولد في 7 مارس 1967 في بازارجيك في بلغاريا. لعب مع نادي لوكوموتيف صوفيا.